# Juna amiko
Juna amiko (у пер. з есп. Юний друг) — журнал мовою есперанто.
Виходить з 1972 року. Має кольорову палітурку та багато ілюстрацій. Усі статті уважно перевіряються представниками Академії Есперанто. Juna amiko в першу чергу призначається для тих, хто вже знає основу мови, проте стикається з труднощами при пошуку достатньо простого та легкого для розуміння матеріалу для читання. Juna amiko є виданням Міжнародної Ліги Викладачів Есперанто (ILEI)
Журнал редагується та друкується в Угорщині, проте має читачів в 50 країнах. Редакція має мережу постійних авторів в 15 країнах. Періодичність — 3 раз на рік.
У виданні є різні розділи та рубрики, що відповідають потребам різних груп читачів:
- молоді та підліткам, що вивчають есперанто в школах чи клубах;
- діти в шкільних групах або есперантських родинах;
- початківці будь-якого віку, що вивчають мову в групах або самостійно;
- викладачі есперанто, які можуть збагатити свої уроки практичними, якісними матеріалами для читання, вправами та іграми, що підходять для групового використання.

Тексти видання складаються тільки з 1500 найчастіше вживаних та найкорисніших коренів слів. Слово, що не входить до цього списку, пояснюється окремо. Щоб спростити розуміння, часто використовуються роздільні риски, аби відділити корінь від суфіксів або щоб розділити складені слова на елементи.